# آيفي فورمان لويس
آيفي فورمان لويس (بالإنجليزية: Ivey Foreman Lewis)‏ (31 أغسطس 1882 - 16 مارس 1964 م) عالم نباتي أمريكي ومتخصص في علم الوراثة، خدم لمدة عقدين من الزمان حيث كان عميد جامعة فرجينيا، وكان مؤسس أكاديمية فيرجينيا للعلوم.

## وصلات خارجية
- أعمال أو نبذة عن آيفي فورمان لويس على أرشيف الإنترنت